# Gascon saintongeois
Gascon saintongeois är en hundras från Saintonge i sydvästra Frankrike. Den är en braquehund och drivande hund som jagar i koppel (pack). Rasen uppstod i mitten av 1800-talet som en korsning mellan grand bleu de gascogne, ariégeois och en nu utdöd drivande hund från Saintonge. Dess främsta villebråd var från början rådjur, men den används även till jakt på hjort, räv och vildsvin.